# جيمس لوي (موزع)
جيمس لوي (بالإنجليزية: James Lowe)‏ هو موزع بريطاني، ولد في 1976.